# Mount Sneffels Wilderness
La Mount Sneffels Wilderness est une aire protégée américaine située dans les comtés d'Ouray et de San Miguel, au Colorado. Fondée en 1980, elle protège 66,7 km2 dans la forêt nationale d'Uncompahgre.